# Истибаня
Истибаня (макед. Истибања) — село в Республике Македонии, входит в общину Виница.
Село известно источниками тёплой минеральной воды, расположенными неподалёку у реки Брегалница, а также фольклорным фестивалем «Здравоживо», проходящем здесь каждый год в третью неделю сентября. В селе есть также ансамбль «Китка» — постоянный участник фестиваля «Здравоживо».

## История
В XIX веке Истибаня имела смешанное население: в основном турки, в 1900 году здесь было 970 жителей, из которых 150 болгар-христиан (македонцы), 750 турок и 70 цыган. В 1905 году в селе было 200 прихожан церкви Болгарской екзархии.